# إرهاب أيكولوجي

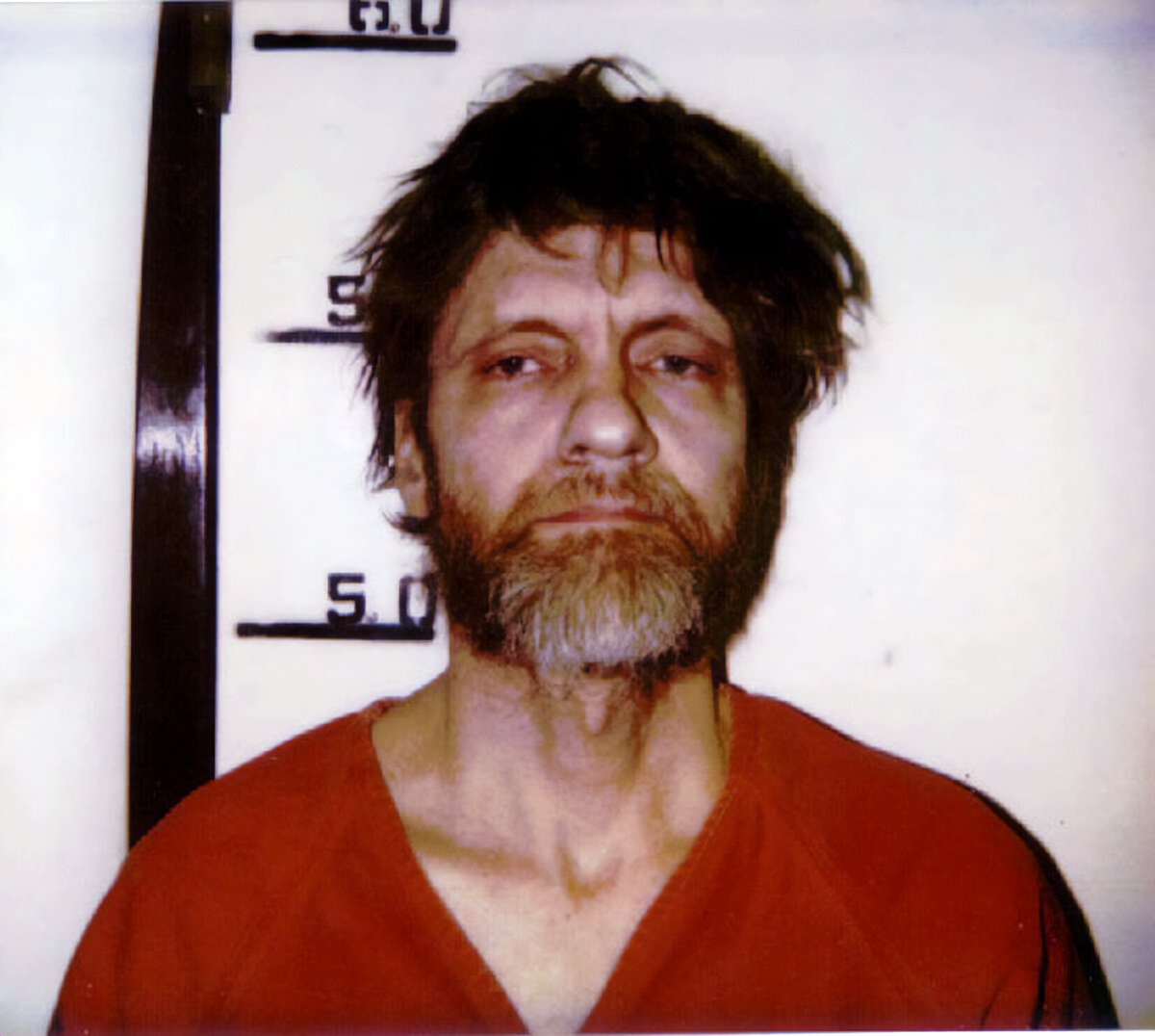

الإرهاب البيئي، وهو عمل عنف يُرتكب دعمًا لأسباب أيكولوجية سياسية أو لحماية البيئة، ضد الأشخاص أو الممتلكات.
يعرّف مكتب تحقيقات الولايات المتحدة الأمريكية الفدرالي، الإرهاب الأيكولوجي بأنه «... استخدام أو التهديد باستخدام العنف ذي الطبيعة الإجرامية ضد الضحايا الأبرياء أو الممتلكات، من قبل مجموعة ذات توجه بيئي أو دبلوماسية أخرى موازية، إما تهدف لتحقيق قضايا بيئية سياسية أو التّوجه إلى جمهور يتجاوز الهدف، وغالبًا ما يكون ذات طبيعة رمزية». أدان مكتب التحقيقات الفدرالي الإرهابيين الأيكولوجيين بمبلغ 200 مليون دولار أمريكي مقابل الأضرار التي لحقت بالممتلكات بين عامي 2003 و2008. استحدثت غالبية الولايات المتحدة قوانينًا تهدف إلى معاقبة الإرهاب الأيكولوجي.
الإرهاب الأيكولوجي، هو شكل من أشكال الفكر البيئي الراديكالي الذي نشأ من نفس المدرسة الفكرية التي أحدثت علم البيئة المتقدم، والنسوية البيئية، وعلم البيئة الاجتماعية، ونظام المنطقة الأحيائية. يُعتبر مصطلح «الإرهاب الأيكولوجي» مصطلحًا مثيرًا للجدل
يُعد بعض «الإرهابيين الأيكولوجيين» أُناسًا يقاتلون للحفاظ على بيئتهم، وبالتالي يحافظون على وجودهم، إذ تُعتبر الأقليات العرقية القبلية مثل الهواوراني أحد الأمثلة على «إرهابيي البيئة».

## نبذة تاريخية
لم يُصاغ مصطلح الإرهاب الأيكولوجي حتى ستينيات القرن العشرين. ومع ذلك، فإن تاريخ الإرهاب الأيكولوجي يسبق ذلك. وقعت العديد من حوادث الإرهاب الأيكولوجي في تاريخ الأشخاص الذين يستخدمون الإرهاب لحماية البيئة أو الدفاع عنها، على الرغم من عدم الإشارة إلى وجود الإرهاب الأيكولوجي في ذلك الوقت. يمكن رؤية هذا الإرهاب بشكل جلي في حرب الديسموسيل، أو ما يُسمى الحرب الأولى. كانت حرب الديسموسيل عبارة عن سلسلة من ثورات الفلاحين على قوانين الغابات الجديدة التي طبقتها الحكومة الفرنسية في عام 1827. ارتدى مجموعة من الفلاحين في مايو عام 1829 ملابس نساء وحرس الإرهاب الأيكولوجي وعاملي الفحم الذين شعروا أنهم استولوا على الأرض بطريقة مشروعة للاستفادة منها، إذ استمرت هذه الثورات لمدة أربع سنوات حتى مايو عام 1832.
تُعتبر هذه الحالة بالذات بمثابة عمل إرهابي أيكولوجي، نظرًا لحقيقة أن الفلاحين قد استخدموا تكتيكات مماثلة للجماعات الإرهابية الأيكولوجية الحديثة. لثّم فلاحو أرييج (إقليم فرنسي) أنفسهم وارتكبوا أعمالًا إرهابية، إذ استهدفوا المسؤولين الحكوميين الذين انتهكوا حقوق الغابة على وجه التحديد. ومع ذلك، يُعتبر حدوث هذا الأمر في فترة ما قبل التاريخ، وهو في الحقيقة ليس عملًا من أعمال الإرهاب الأيكولوجي، لأن الفلاحين لم يكونوا أشخاصًا بيئيين حقيقةً. لقد ارتكب الفلاحون أعمالهم الحامية للبيئة هذه لأنهم شعروا بضرورة حماية مصدر دخلهم الرئيسي، وطريقة كسب عيشهم للأجيال القادمة.
يمكن العثور على ما يسمى حالات ما قبل الإرهاب الأيكولوجي في عصر الاستعمار والإمبريالية. لم يمتلك السكان الأصليون والمحليون النظرة ذاتها للأرض بصفتها ملكًا لهم مثل الأوروبيين، إذ اعتقد الأوروبيون عندما استعمروا الأراضي الأجنبية، أن السكان المحليين لم يستثمروا الأرض بالشكل الصحيح، فالأرض هي شيءٌ يجب الاستفادة منه والرسملة. ينخرط الكثير من السكان الأصليون في الحرب لحماية أراضيهم، وهو الأمر الذي يشابه الطريقة التي يكافح فيها علماء البيئة المعاصرون لحماية الأرض من الشركات الكبرى التي تهدف إلى إزالة الغابات من أجل بناء المصانع. تُعتبر الإدارة الاستعمارية الفرنسية في الجزائر أحد الأمثلة على انتهاك الأوروبيين لحقوق السكان الأصليين، حيث أخذ الفرنسيون الأراضي من سكان الجزائر الأصليون عندما استعمروهم، لأنهم رأوا أنهم لا يستثمرونها بالشكل الصحيح، مُدعين أن أسلوب حياتهم البدوي يضر بالبيئة، وكل ذلك من أجل تبرير اغتصابهم للأرض. ومع ذلك، شارك سكان الجزائر الأصليون في معارك من أجل محاولة الحفاظ على أراضيهم وأسلوب حياتهم.

## الإرهاب الأيكولوجي، والعصيان المدني، والتخريب
يُعرف الإرهاب الأيكولوجي في معظم الأحيان على أنه استخدام العنف الذي يُنفذ لتغيير السياسة البيئية القائمة. يُعتبر الإرهابيين الأيكولوجيين على استعداد لإلحاق ضرر عاطفي وجسدي بضحاياهم إذا اعتقدوا أن ذلك قد يعزز أهدافهم البيئية. تُعتبر هذه النسخة الراديكالية من الإجراءات البيئية غير قانونية بالمقارنة مع نسخة روادها الأكثر اعتدالًا في ممارسة النشاط الأيكولوجي غير القانوني، بل وسيُصنفوا باعتبارهم شكلًا من أشكال العصيان المدني المُتضمن احتجاجات واعتصامات وإجراءات مدنية أخرى، والذي هدفه إحداث التغيير البيئي. يمكن أن يشتمل الإرهاب البيئي على التخريب أيضًا باسم البيئة، والذي يُعد أمرًا غير قانوني لأنه يشتمل بدوره على الجرائم ضد الممتلكات، التي قد تؤدي إلى إلحاق الضرر بالبشر. مع الإشارة إلى أن تعريف مكتب التحقيقات الفيدرالي في الولايات المتحدة يشتمل على أعمال العنف ضد الممتلكات، ما يجعل معظم أعمال التخريب تقع في بوتقة عالم الإرهاب المحلي.
ينطوي التخريب على تدمير أو التهديد بتدمير الممتلكات، وفي هذه الحالة يُعرف باسم «التخريب المتعمد» أو «التخريب الأيكولوجي». تنطوي العديد من أعمال التخريب على إتلاف المعدات والمرافق غير المأهولة عبر إحراق الممتلكات.

## الفلسفة
يرتقي الفكر الكامن وراء الإرهاب الأيكولوجي عن حركة البيئة الراديكالية، التي اكتسبت شهرتها خلال ستينيات القرن العشرين. تستند الأفكار التي تطورت عن البيئة الراديكالية «إلى الاعتقاد بأن الرأسمالية، والمجتمع الأبوي، والثورة الصناعية، والابتكارات اللاحقة، كانت مسؤولة عن هدم الطبيعة». تتميز البيئة الراديكالية أيضًا بالاعتقاد بأن المجتمع البشري هو المسؤول عن استنزاف البيئة، بل وهو من سيدهور البيئة في نهاية المطاف إذا لم يُوضع له رادع ما.
يشترك الإرهابيون الأيكولوجيون في فكرة المركزية البيولوجية مع الأيكولوجيين المتقدمين، والتي تنص على «اعتقاد أن عُنصر البشر هو مجرد عضو عادي في المجتمع البيولوجي»، وأن جميع الكائنات الحية يجب أن تمتلك حقوقًا وتستحق الحماية بموجب القانون. يحفز بعض الإرهابيين الأيكولوجيين جوانب أخرى من البيئة المتقدمة، مثل هدف إعادة البيئة إلى حالتها «الافتراضية»، أي ما قبل مرحلة الأعمال الصناعية.

## أمثلة على التكتيكات
يوجد هناك مجموعة واسعة من التكتيكات التي يستخدمها الإرهابيون الأيكولوجيون والمجموعات المرتبطة بالإرهاب البيئي. وتشتمل الأمثلة على:
- تشويك الأشجار، وهو تكتيك شائع استُخدم لأول مرة من قبل أعضاء مجموعة «الأرض أولًا» في عام 1984. تتضمن العملية زراعة مسامير داخل جذوع الأشجار المعرضة للتحطيب بهدف إتلاف المنشار أو شفرات المطحنة، الأمر الذي قد يؤدي إلى إصابة الحطاب بشكل خطير. أُبلغ عن حالة واحدة فقط من الإصابات الخطيرة على نطاق واسع.
- إحراق الممتلكات، وهو أحد التكتيكات الأكثر ارتباطًا بالنشاط الأخير في جبهة تحرير الأرض (ELF).
- التفجير، يُستخدم التفجير من قبل الإرهابيين الأيكولوجيين على الرغم من ندرته. على سبيل المثال، تعرض موقع بناء سوبرفينيكس لهجوم بصواريخ مضادة للدبابات (آر بي جي 7).
- التخريب المتعمد، وهو تكتيك شائع لدى إدوارد آبي، ذكره في كتابه «عصابة القرد الموجع»، والذي يتضمن معدات تخريبية ضارة بالبيئة.[15]